# 板橋宿
板橋宿（いたばししゅく）は、日本の近世にあたる江戸時代に整備され、栄えていた宿場町。
中山道六十九次のうち江戸・日本橋から数えて1番目の宿場（武蔵国のうち、第1の宿）。
同時に、川越街道（川越児玉往還）の起点でもある。
所在地は、江戸期には東海道武蔵国豊島郡板橋郷下板橋村。
現在の住所では東京都板橋区本町、および、仲宿、板橋1丁目、3丁目にあたる。

## 板橋宿の特徴

### 江戸四宿の一つ
江戸時代には武蔵国豊島郡下板橋村の一部で、東海道の品川宿、甲州街道の内藤新宿、奥州街道・日光街道の千住宿とならび、江戸四宿の一つとして栄えた。
江戸の境界にあたり、江戸後期には上宿の入り口にある大木戸より内側をもって「江戸御府内」「朱引き」、すなわち、「江戸」として扱われていた。
板橋宿はそれぞれに名主が置かれた3つの宿場の総称であり、上方側（京側、北の方）から上宿（かみ-しゅく。現在の本町）、仲宿（なか-しゅく、なか-じゅく、中宿とも。現在の仲宿）、平尾宿（ひらお-しゅく。下宿〈しも-しゅく〉とも称。現在の板橋）があった。
上宿と仲宿の境目は地名の由来となった「板橋」が架かる石神井川であり、仲宿と平尾宿の境目は観明寺付近にあった。
道中奉行による天保12- 15年（1841- 1844年）の調べ（『中山道宿村大概帳』）によると、宿往還の長さは20町9間（約2.2km）、うち町並地は長さ15町49間（約1.7km）であり、南北に広がる。宿内人口は2,448人（うち、男1,053人、女1,395人）、宿内家数は573軒であった。
うち、本陣は仲宿に1軒、脇本陣は各宿に1軒ずつ計3軒が設けられ、旅籠（はたご）は総計54軒であった。
板橋宿の中心的存在であった仲宿には、問屋場、貫目改所、馬継ぎ場、番屋（自身番の詰め所）があった。
また、上宿には木賃宿（商人宿）や馬喰宿が建ち並んでいた。
江戸時代には日本橋が各主要街道の形式上の起点ではあったが、実際の旅の起点・終点としては、江戸四宿と呼ばれる品川宿、千住宿、内藤新宿、そして、板橋宿が機能していた。
これらの宿場には茶屋や酒楼はもちろん飯盛旅籠（めしもり-はたご）も多くあり、旅人のみならず見送り人や飯盛女（宿場女郎）目当ての客なども取り込んでたいそうな賑わいを見せた。
規模は同じ天保15年頃の宿内人口と家数を比較して大きいほうから、千住宿（9,556人、2,370軒）、品川宿（7,000人、1,600軒）、内藤新宿（2,377人、698軒余）、板橋宿（2,448人、573軒）と、板橋宿は四宿の中では最下位ながら、その繁栄ぶりは中山道中有数であった。
なお、板橋宿は150人もの飯盛女を置くことが認められており、日本橋寄りの平尾宿には飯盛旅籠が軒を連ねていた。
幕末の戊辰戦争の際、中山道から江戸攻撃に進軍中であった官軍は、天璋院からの書状によりここで停止した。
宿場町として終焉を迎えたのは明治時代。
その頃になると中山道の重要性の低減に連れて徐々に寂れてゆき、板橋遊廓へと変貌していった。遊廓としての賑わいは昭和中期の太平洋戦争中まで続いた。遊廓として使われていた『新藤楼』の玄関部分は現在、板橋区立郷土資料館に移築されて保存されている。

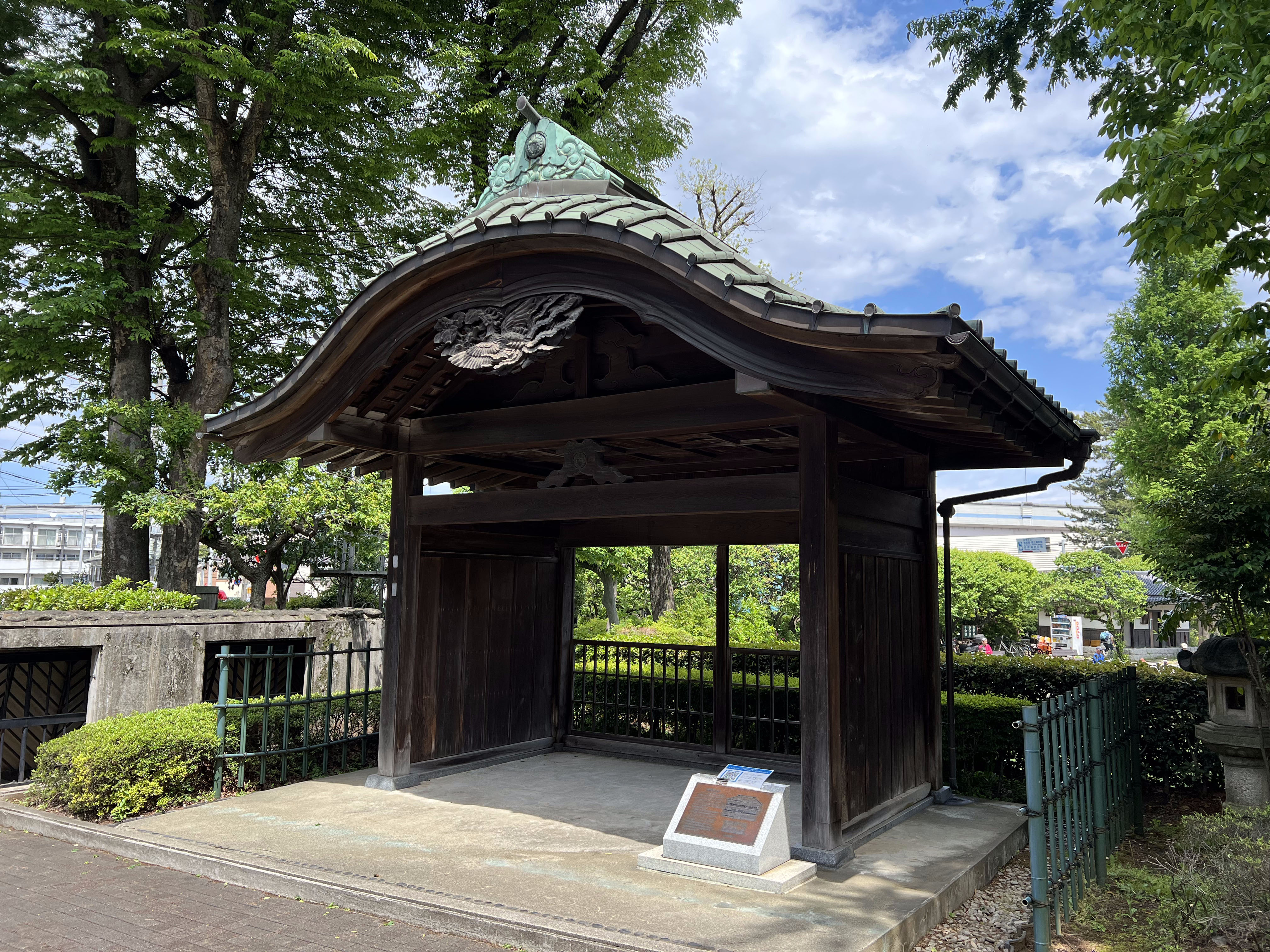
新藤楼 玄関

### 川越街道の起点
板橋宿は第一に中山道の宿場であるが、脇往還として江戸側から分岐する川越街道（川越児玉往還）が平尾宿を起点としており、平尾追分と呼ばれていた。
また、日本橋から2里（約7.9km）の平尾宿には道中2つ目の一里塚（平尾の一里塚）があったが、今は何も残されていない。

### 板橋
板橋は、仲宿付近の石神井川に架けられ、地名「板橋」の由来とされる橋である。
その名は『義経記』等の文献の中で、平安時代の昔より既にあったものとして登場する。
古代から近代にかけてのものは文字どおり板張りの木橋、江戸時代のものは、長さ9間（約16.4m）、幅3間（約5.5m）の緩やかな太鼓橋で、歌川広重の浮世絵や長谷川雪旦の『江戸名所図会』にも描かれている。
橋の形は明治以降も変わらなかったが、昭和7年（1932年）を境に以後はコンクリート橋になっている。
現在、二つの川、二つの橋が連続して存在するように見えるが、これは南側に大きくＶ字状に回り込んでいた川を昭和47年（1972年）の河川改修で直線化した結果である。北に約10ｍ移動した石神井川の橋と、埋め立て公園化された元の川にかかる橋がある。コンクリート製ながら、欄干に木目模様を施して雰囲気を演出している。
橋の傍らには「距日本橋二里二五町三三間」「日本橋から十粁六百四十三米」と記された標柱と、案内板がある。
現在は板橋十景の一つとされている。

### 遍照寺
江戸初期以前の創建とされる遍照寺（へんしょう-じ）は、江戸期にはその境内が馬つなぎ場となっていた。ここで開かれる馬市は明治40年（1907年）頃まで続いていた。寛政10年（1798年）建立の馬頭観音像が名残を留める。
江戸期の天台宗であった寺は廃仏毀釈時代の明治4年（1871年）に廃されたが、明治14年（1881年）旭不動冥途と称して成田山新栄講の道場となり、昭和22年（1947年）真言宗智山派、成田山新勝寺末寺の寺院として再興。

### 縁切榎

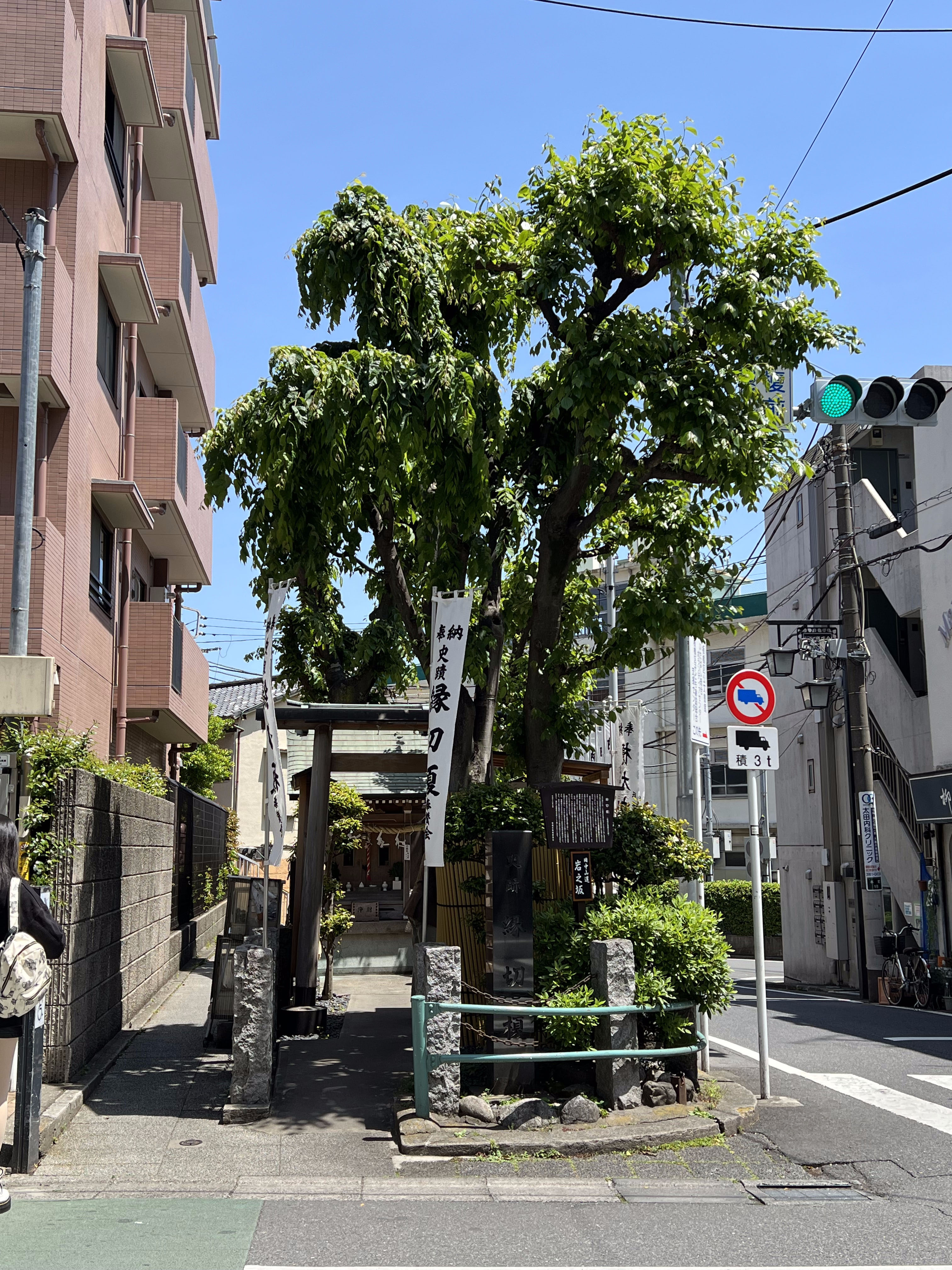
縁切榎

縁切榎（えんきり-えのき）は、榎大六天神（えのきだいろくてんじん）のご神木である。街道の目印として植えられていた樹齢数百年という榎（エノキ）の大木で、枝が街道を覆うように張っていたという。
その下を嫁入り・婿入りの行列が通ると必ず不縁となると信じられた不吉の名所であったがしかし、自らは離縁することも許されなかった封建時代の女性にとっては頼るべきよすがであり、陰に陽に信仰を集めた。
木肌に触れたり、樹皮を茶や酒に混ぜて飲んだりすると、願いが叶えられると信じられたのである。
徳川家に降嫁する五十宮（いそのみや）、楽宮（ささのみや）、および、和宮（かずのみや、親子内親王）の一行は、いずれもここを避けて通り、板橋本陣に入ったという。
和宮の場合、文久元年（1861年）4月、幕府の公武合体政策の一環として将軍家茂に輿入れすることとなり、関東下向路として中山道を通過。盛大な行列の東下に賑わいを見せるのであるが、板橋本陣（飯田家）に入る際は不吉とされる縁切榎を嫌い、前もって普請されていた迂回路を使って通過したとのことである。
なお、和宮の一行が菰（こも）で木を包んで真下を通ったとの話があるが、迂回路を造ってそちらを通ったことが史料で確認されている。
現在の榎は3代目の若木で、場所も道路の反対側に移動しているが、この木に祈って男女の縁切りを願う信仰は活きている。大六天神であるが、日本三大縁切稲荷に数えられることもある。

## 板橋宿近隣の地域

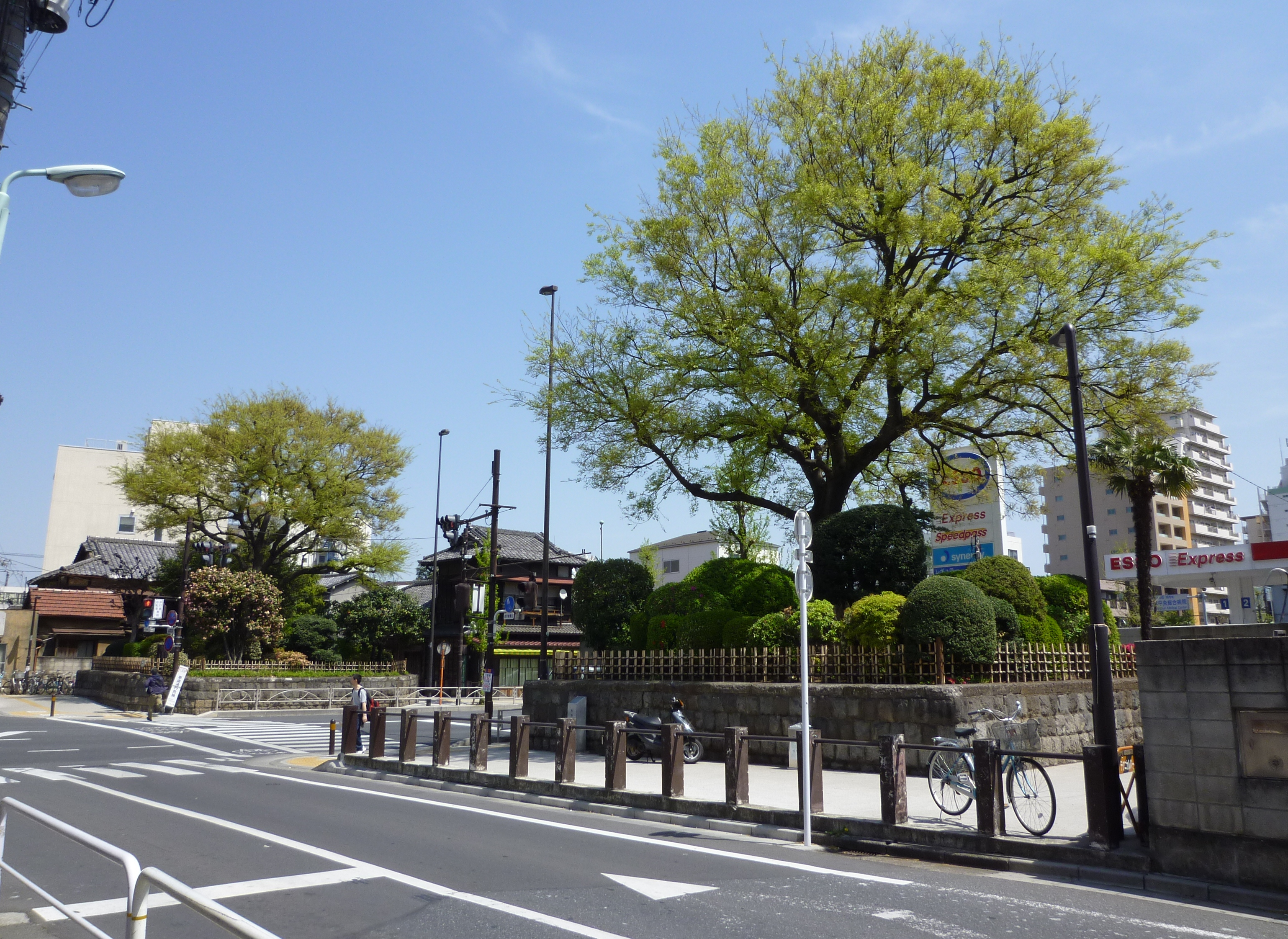
志村一里塚

この節は板橋宿ではなく、近隣の解説である。

### 志村の一里塚
平尾の一里塚から上方（京側）へ、板橋宿を経て1里進んだ所に、日本橋から3里（約11.8km）、道中3つ目の一里塚である志村の一里塚が建てられている。2基一対の塚が、今日でも石垣と木（榎）をそのままにほぼ完全な形で保たれており、最も保存状態のよい一里塚跡の一つとして知られている。この区間の中山道が国道化された昭和初期の整備の際に元の位置のまま3段積みの石垣で土の崩れを防ぐようになり、石垣と国道との間の歩道が狭くなって、石垣を廻り込む別の歩道がある現在の姿となった。
このあたりからは荒川右岸、荒川低地と武蔵野台地成増台の境をなす崖地形となり、およそ20mにおよぶ高低差を急峻な坂道で下っていく。

### 清水坂、ふじ大山道の追分
志村の一里塚を後にしてさらに進むと、中山道で最初の難所とされた急勾配である清水坂に入り、間もなくして相模大山へ向かうふじ大山道（明治期以降は「富士街道」と称）との追分に差し掛かる。
この坂道は左斜めに大きく湾曲していて、中山道中で唯一右手に富士山を望める名所として知られ、「右富士」と呼ばれていた。『江戸名所図会』にもその記述が見える。
また、「清水坂」の名はこのあたり一帯が湧き水に恵まれていることにちなんだものであるとされている。
他にも古く戦国時代初期の頃には志村城を拠点に勢力を張った千葉信胤（千葉隠岐守信胤）にちなみ「隠岐殿坂」とも呼ばれ、のちには、地蔵尊があったことにより「地蔵坂」とも呼ばれていた。
清水坂を過ぎ、旧・中山道（国道17号）と東京都道311号環状八号線（環八通り）が交差する現在の志村坂下交差点近くには、当時立場（たてば）が設けられていて、立場茶屋のほか、志村名主・大野藤左衛門の屋敷も建っていたという（志村の立場）。
茶屋は平時に休憩所として利用されたものであるが、屋敷のほうは、荒川の戸田の渡しが大水で川留めされた際の控え場所として重要な施設であった。
立場は役目を終えた後も長くその面影を留めていたが、都電志村線の開通、周辺の工業地帯化・住宅地化、環八通りの整備計画などにより、昭和30年（1955年）頃に姿を消した。

## 名所・旧跡
江戸方から上方へ、おおよそ道なりに記す。 
巣鴨
- 高岩寺 ：とげぬき地蔵。
- 真性寺 ：真言宗豊山派（新義真言宗系）。
- 庚申塔

平尾宿（板橋宿）
- 延命地蔵
- （平尾の一里塚） ：「#川越街道の起点」参照。痕跡なし。所在地は板橋区板橋1丁目54-1付近（埼京線の踏切の近く）。
- 板橋刑場跡 ：幕末期に処刑場があった場所であり、近藤勇が慶応4年4月25日（西暦1868年5月17日）に斬首された地として有名。所在地は北区滝野川7-8。
- 内匠稲荷社
- 平尾追分跡 ：「#川越街道の起点」参照。所在地は板橋区板橋4丁目13（商店街入口）。

仲宿（板橋宿）
- 東光寺 ： 寛文元年（1662年）建立の庚申塔は板橋区最大(高さ1.9m）のもので、青面金剛の見事な彫刻が施されており、板橋区有形文化財に指定されています。また、戦国時代の武将宇喜多秀家の供養塔や、江戸時代、平尾一里塚上にあったと伝わる高さ約3mの石造の地蔵菩薩座像があります。 所在地は板橋区板橋4丁目13-8。
- 観明寺 ：建武5年（1338年）の銘がある板碑が残っていることから、室町時代初期の創建とも伝えられる古刹[注釈 18]。真言宗豊山派。門前右手の堂に納められている庚申塔は万治4年（寛文元年、1661年）に建立された板橋区最古のものであり、青面金剛像が彫られた庚申塔としては都内最古。所在地は板橋区板橋3丁目25-1。
- 平尾宿脇本陣跡 ：かつて豊田市右衛門家の屋敷があった。豊田家は平尾宿の名主と脇本陣を兼ねた地元の旧家である。今日「板橋宿平尾宿脇本陣跡」の碑を残すのみ。所在地は板橋区板橋3丁目15-10。
- 遍照寺 ：所在地は板橋区仲宿40。
- 飯田本陣跡 ：飯田新左衛門家が務めた本陣。当家は名主と脇本陣を兼職していた飯田宇兵衛門家から分家したものである。文久元年（1861年）、皇女和宮は江戸城に入る前夜をここで過ごした。建物は明治23年（1890年）、失火によって焼失してしまい、今は「板橋宿本陣跡」の碑が所在を示すのみである。板橋区仲宿47-10。「#縁切榎」も参照。
- 番屋（自身番所）跡 ：下総屋。
- 文殊院 ：投げ込み寺。所在地は板橋区仲宿28-5。
- （板橋脇本陣） ：痕跡なし。
- 板橋 ：「#板橋」を参照。
  - 石神井川の桜並木 ：板橋に最寄りの今日的名所の一つ[13]。

上宿（板橋宿）
- 大木戸 ：所在地は板橋区本町27とされているが、もともと存在しなかったと言う説もある。
- 板橋宿上宿の碑
- 縁切榎 ：「#縁切榎」参照。所在地は板橋区本町18-9。

志村
- 志村の一里塚跡 ：「#志村の一里塚」参照。所在地は板橋区小豆沢2丁目16（東塚）、板橋区志村1丁目12（西塚）。都営地下鉄三田線志村坂上駅板橋側出口近く。
- 総泉寺（清水薬師）、薬師の泉
- 清水坂 ：「#清水坂、ふじ大山道の追分」参照。所在地は板橋区志村2丁目4から5丁目7の間。
- ふじ大山道道標、庚申塔 ：上に同じ。寛政4年（1792年）に建立の道標には「大山道　ねりま　川こへみち」とある。万延元年（1860年）建立の庚申塔は道標を兼ねていて、「是從（これより）　冨士山大山道　練馬江一里　柳沢江四里　府中江七里」とある。所在地は板橋区志村2丁目7-1。
- （志村の立場） ：上に同じ。痕跡なし。所在地は板橋区志村2丁目および3丁目。

## 交通の基本情報

### 中山道の行程
- 江戸・日本橋から京・三条大橋までの全行程 135里24町8間（約532.8 km[注釈 19]）中
  - 江戸・日本橋 - 板橋宿　2里半（約9.8 km）
  - 板橋宿 - 蕨宿　2里10町（約8.9 km）
  - 板橋宿 - 京・三条大橋　133里6町8間（約523.0 km）
- 江戸期の成人男性は通常、旅の1日におよそ10里（平地を8- 10時間で約40 km、時速約4 - 5 km）を歩いたといわれる[注釈 20]。

### 中山道の一里塚
- 中山道の一里塚一覧

本郷追分（1里） - 平尾（2里） - 志村（3里） - 戸田（4里）

### 隣の宿、分岐
本街道
- 中山道

江戸（日本橋） - 板橋宿 - 蕨宿
脇往還
- 川越街道（川越児玉往還）

板橋宿（平尾宿） - 上板橋宿
- ふじ大山道（現・富士街道）

板橋宿より上方（京側）へ一里過ぎの志村から、相模大山に至る。

### 現代の交通
- 鉄道（最寄り駅）
  - ■東日本旅客鉄道（JR東日本）　■埼京線 板橋駅
  - ■東武東上線　下板橋駅
  - ■都営地下鉄三田線　板橋本町駅（上宿）、板橋区役所前駅（仲宿）、新板橋駅（平尾宿）

- 路線バス
  - 国際興業バス　池20系統：池袋駅西口－西台駅経由－高島平操車場および池21系統：池袋駅西口－舟渡町経由－高島平駅が、当地域の中山道（国道17号）を経由している。
    - 　仲宿地区：板橋区役所、仲宿
    - 　上宿地区：上宿、大和町
    - 　志村地区：志村一里塚、志村坂上、志村坂下

- 自動車道路　[2]
  -  国道17号 ：一部を除き、この区間の中山道の現在の名称。
  -  国道122号 ：西巣鴨交差点を終点として旧・中山道（国道17号）に結ぶ。
  -  国道254号 ：川越街道。
  - 東京都道311号環状八号線（環八通り） ：都営地下鉄三田線志村坂上駅付近で旧・中山道（国道17号）と交差。東京都道441号池袋谷原線（富士街道）との重複区間。

## 出身・ゆかりのある人物
- 飯田高央（東京市会議員、区会議員[14]、地家主[15]）
- 飯田常次郎（地主）[14][15]
- 飯田昌央（地家主）[14]
- 飯田昌史（地家主）[15]